# Ronovka (přítok Křinecké Blatnice)
Ronovka je pravostranný přítok Křinecké Blatnice v okrese Nymburk ve Středočeském kraji. Délka toku činí 11,45 km. Plocha povodí činí 19,346 km².

## Průběh toku
Potok pramení východně od obce Patřín v nadmořské výšce 224 m. Dále potok teče jihovýchodním směrem a protéká obcí Jíkev. Před obcí Oskořínek se potok stáčí k jihu. Za Oskořínkem potok přijímá zprava Novodvorský potok a poté přijímá zleva Jesenický potok. Dále potok teče opět směrem na jihovýchod. V nadmořské výšce 188 m se jihovýchodně od obce Nový Dvůr Ronovka vlévá do zprava Křinecké Blatnice, která se nedaleko u Netřebic vlévá do Mrliny.